# Fanboy et Chum Chum
Fanboy et Chum Chum (Fanboy and Chum Chum) est une série télévisée d'animation américaine en 3D en 52 épisodes de 22 minutes, créée par Eric Wobbles, J. Falconer, Jean-Marie Musique et Emily Brundige, diffusé du 6 novembre 2009 au 12 juillet 2014 sur Nickelodeon. En France, la série a été diffusée sur Canal+ Family dans l'émission Canaille +, puis sur Nickelodeon France et sur TF1 dans l'émission TFOU.

## Synopsis
Dans une ville ultra colorée, Fanboy et Chum Chum sont deux jeunes amis, fans de bandes dessinées et d'héroïque fantasy. Ils se prennent pour des super héros, et possèdent des costumes et leurs caleçons sur le pantalon. S'ils s'amusent beaucoup, Fanboy et Chum Chum sont malheureusement idiots et les autres personnages ne les aiment pas trop.

## Fiche technique
- Titre original : Fanboy and Chum Chum
- Titre français : Fanboy et Chum Chum
- Création : Eric Robles
- Réalisation : Casey Alexander, Heather Walker
- Production :
  - Producteur : Jason Meier, Heather Walker, Shaun Cashman (superviseur), Eric Robles (co-production)
  - Production exécutif : Fred Seibert, Steve Tompkins, Tiffany Ward
  - Production exécutif (saison 1) : Dave B. Mitchell, Charles Zembilas, Christian Bartleman, Joe Pearson, Blair Simmons, Matthew Senriech, Rob Simmons, Dave Peacock
  - Production exécutif (saison 2) : Jeph Loeb, Eric S. Rollman, Lilian Eche, Heather Walker, Andy Gavin, Jason Rubin
  - Société(s) de production : Frederator Studios, Nickelodeon Productions

- Musique :
  - Compositeur(s) : Brad Breeck
  - Compositeurs (version thématique) : Michael Richard Plowman (saisons 1-2), Michael Suby (saisons 1-2), Charles Fernandez (saison 1), Shawn Patterson (saison 1-), Randall Crissman (saison 2)
- Atmosphère sonore : Somatone Interactive (pilot), Urban Legend (saison 1), Voodoo Highway (saison 2)
- Première épisode : 6 novembre 2009
- Épisode finale : 12 juillet 2014
- Durée : 2 × 11 minutes

## Distribution

### Voix originales
- David Hornsby (en) : Fanboy
- Nika Futterman : Chum Chum
- Wyatt Cenac : Lenny
- Jamie Kennedy : Kyle
- Kevin Michael Richardson : Berry / Wuzzy Wombat
- Jeff Bennett : M. Muffin

### Voix françaises
- Alessandro Bevilacqua : Fanboy
- Marie Van R : Chum Chum
- Karim Barras : Oswald "Oz"
- Martin Spinhayer : Muffin
- Maxime Donnay : Kyle
- Audrey D'Hulstère : Yoan "Yo" Sabat
- Emmanuel Dekoninck : Lenny
- Jean-Paul Clerbois : Boog
- Mathieu Moreau : Popotine / Alexandre José "Lex" Lang
- Claudio Dos Santos : Berry / Wuzzy Wombat
- Monique Schlusselberg : la mère d'Oswald

## Épisodes
| Saison | Saison  | Episodes | États-Unis      | États-Unis      | France                 | France                 |
| Saison | Saison  | Episodes | Début de saison | Fin de saison   | Début de saison        | Fin de saison          |
| ------ | ------- | -------- | --------------- | --------------- | ---------------------- | ---------------------- |
|        | Pilotes | 1        | 14 août 2009    | 14 août 2009    | Titre français inconnu | Titre français inconnu |
|        | 1       | 26       | 12 octobre 2009 | 9 novembre 2010 | 6 novembre 2009        | 12 novembre 2010       |
|        | 2       | 26       | 6 juin 2011     | 12 juillet 2014 | 25 avril 2011          | 12 juillet 2014        |